# Río Robledillo
El río Robledillo es un corto río de la parte central de España, un río de Castilla-La Mancha, que tiene su nacimiento en la vertiente norte de Sierra Madrona entre los términos municipales de Fuencaliente y Solana del Pino, en el paraje denominado de "Valle Hermoso" en la cuenca del río Guadalquivir. 

## Curso
El río Robledillo se desliza por un valle sinclinal alargado al pie de la vertiente norte de Sierra Madrona, dentro del término municipal de Solana del Pino. A lo largo de su recorrido va sumando las aguas impetuosas de las umbrías y gargantas de Sierra Madrona y Rebollera, por su lado sur con las aguas más remansas de los barrancos de la Sierra Alcoba por su lado norte. 

## Flora y fauna

### Fauna
El río Robledillo a pesar de su reducido recorrido con permanencia de agua todo el año, alberga una variada ictiofauna, como la Pardilla oretana, especie endémica del río que se encuentra en peligro de extinción.
Además destacan especies como La Pardilla, la Boga del Guadiana, y la Colmilleja, catalogadas como especies vulnerables, así como el Barbo del Sur, y el Calandino que se encuentran casi amenazadas, y La Bogardilla en peligro crítico.

### Flora
La vegetación leñosa ligada a los tramos fluviales está constituida por alisedas, fresnedas, saucedas, tamujares, y brezales higrófilos, mientras que la del fondo de los valles se componen principalmente de encinares. A este tipo de vegetación se suma un variado repertorio de formaciones helofíticas, anfibias y acuáticas, entre las que destacan las comunidades de cárices amacollados. Todas las comunidades vegetales citadas anteriormente son hábitat de interés comunitario en la UE y/o protección especial en Castilla-La Mancha, y dan cobijo a numerosas especies vegetales entre las que pueden citarse: Acer monspessulanum, Carex laevigata, Hypericum androsaemum, Osmunda regalis, Sibthorpia europaea, Spiranthes aestivalis, Alnus glutinosa, Dryopteris affinis, Lobelia urens, Phillyrea latifolia, Sorbus aria, Athyrium filix-femina, Erica lusitanica, Narcissus munozii-garmendiae, Quercus canariensis, Sorbus torminalis.
Entre las comunidades rupicolas de mayor interés se encuentran las originadas por Genista polyanthos, Polypodium interjectum, y Coincya longirostra. Cerca de su desembocadura pasa por el estrecho fluvial denominado como "Estrecho del Chorrillo", también conocido como la "Garganta de las Juntas", separa las sierras de Solana del Pino y de las Tembladeras. Desde el punto de vista botánico las comunidades vegetales más interesantes de este estrecho y su entorno son las que se encuentran asociadas al medio fluvial, en particular las galerías arbóreas y arbustivas (alisedas, fresnedas, saucedas, tamujares, y brezales higrófilos) y las comunidades acuáticas de la desembocadura del río Montoro (aunque hay quién lo denomina ya en este tramo como río Jándula) especialmente las que llevan Marsilea batardae, especie considerada en peligro de extinción en España.
También tienen un gran interés los encinares de umbría y los acebuchales del Chorillo. Pasado el "Estrecho del Chorrillo", el río Robledillo desemboca en el  Jándula dentro del término municipal de Mestanza.